# Sides
Sides (acronymie de Société industrielle pour le développement de la sécurité) est une entreprise française de construction d'engins spécialisés, notamment dans la lutte anti-incendie. Basée à Saint-Nazaire avec un marché mondial, l'entreprise appartient à la holding Armoric Holding depuis 2017.

## Historique
L'entreprise est fondée en 1951 par Georges et André Rotival. La société est alors spécialisée dans la fabrication de produits d’extinction.
En 2008, l'entreprise est rachetée par un actionnaire américain, qui procède par la suite à des licenciements de personnels « clés » .
En 2013, l'entreprise est rachetée par le fonds spéculatif allemand Bavaria Industriekapital.
En avril 2017, l'entreprise fait l'objet d'une procédure de sauvegarde, qui serait due à des créances de clients malgré un an de commandes prévues. L'entreprise emploie alors 190 salariés.
En juillet 2017, Armoric Holding, spécialisée dans la carrosserie et la mécanique, rachète l'entreprise,. À la suite de ce rachat, l'entreprise se diversifie dans la construction de véhicules anti-émeutes et de transports de fonds, ce qui pourrait nécessiter des investissements, dont un nouveau bâtiment de fabrication. Des tâches externalisées sont réintégrées au sein de l'entreprise. L'entreprise passe de 200 salariés à 185, chiffre toujours d'actualité en juin 2018.

## Produits et services

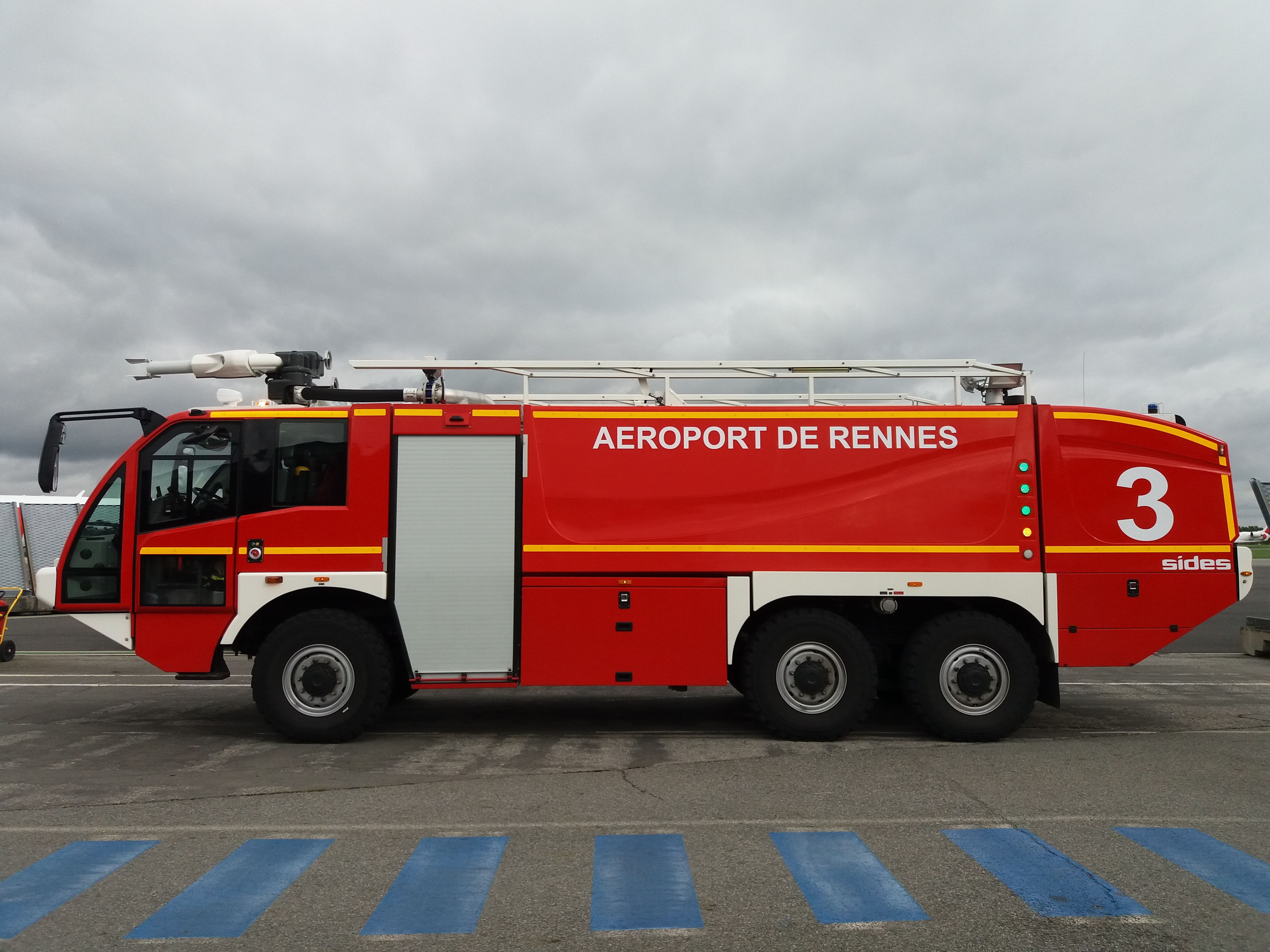
Véhicule incendie n°3 de marque Sides à l'aéroport de Rennes.

L'entreprise est connue pour son savoir-faire à propos des camions de sécurité-incendie aéroportuaires, ainsi que les pompes, canons, proportionneurs et générateurs de mousse qui équipent les engins. Elle conçoit et fabrique la majorité de ses produits, contrairement à ses concurrents.
30 % du chiffre d’affaires de l'entreprise provient de la sécurité civile, 20 % des aéroports, 20 % des sites industriels et 30 % de la maintenance des véhicules,. Sur les 350 véhicules produits chaque année, 60% sont destinés à l'export.